# Congobuthus fagei
Genre
Espèce
Congobuthus fagei, unique représentant du genre Congobuthus, est une espèce de scorpions de la famille des Buthidae.

## Distribution
Cette espèce est endémique du Congo-Brazzaville. Elle se rencontre vers Londina-Niadi.

## Étymologie
Cette espèce est nommée en l'honneur de Louis Fage.
L'holotype a été découvert en 1893 mais décrit en 1999.

## Publication originale
- Lourenço, 1999 : « Biogeography, biodiversity and old collections: a new genus and species of buthid scorpion from Congo found in the collections of the Museum National d'Histoire Naturelle, Paris. » Biogeographica, vol. 75, no 4, p. 187-192.